# 道の駅もがみ
道の駅もがみ（みちのえき もがみ）は、山形県最上郡最上町にある国道47号の道の駅である。

## 概要
山形県の道の駅としては2017年（平成29年）に登録された道の駅米沢（米沢市）以来で、山形県22番目の道の駅。
既存の民間ドライブイン「川の駅ヤナ茶屋もがみ」と連携し、併設するかたちで整備され、運営する同町内の建設会社大場組（法人番号：7390001008815）が指定管理者となる。愛称のあっつぇは「あります」という意味。敷地内に災害で崩落した吊り橋があったが、道の駅整備を機に再建し、対岸に遊歩道やキャンプ場を整備する。

## 歴史
- 2023年（令和5年）
  - 8月4日 - 国土交通省より道の駅第59回登録において、「道の駅もがみ」として登録[1]。
  - 9月26日 - 最上町役場で登録証手交式が行われる[2]。
  - 11月26日 - 開駅[3][4]。

## 施設
- 駐車場 普通車　58台・大型5台 ゆずりあい2台
- トイレ 22器
- 情報提供・休憩施設
- 観光案内所
- ベビーコーナー
- 非常用電源
- 公衆電話
- 公衆無線LAN
- 物販施設・軽食コーナー
- 交流スペース
- 会議室
- EV充電施設　1台

隣接のヤナ茶屋もがみには
- ローソン川の駅もがみ
- レストラン（やな）
- 土産物屋
- 直売所

などが入っている。

## アクセス
- 国道47号 - 登録路線

## 周辺
- 最上小国川